# Ludy uralskie
Ludy uralskie – grupa ludów wspólnego pochodzenia, posługujących się językami z uralskiej rodziny języków, zamieszkujących dziś izolowane obszary środkowej i wschodniej Europy oraz północno-zachodnią Syberię. Ogólna liczba przedstawicieli ludów ugrofińskich szacowana jest na 22–27 mln. W toku dziejów ludy te utraciły wspólne cechy kulturowe i antropologiczne – obecnie podstawą wyróżnienia ludów uralskich jest wspólna przeszłość historyczna i pokrewieństwo języków.
Czas i miejsce narodzin wspólnoty prauralskiej można określić tylko na podstawie danych językowych i archeologicznych. Zasób leksykalny języków uralskich odnoszący się do świata roślinnego i zwierzęcego pozwala na ustalenie, że kolebka ludów uralskich leżała w strefie lasów liściastych i mieszanych Wschodniej Europy na zachód od środkowego Uralu, na wschodnich krańcach Niżu Wschodnioeuropejskiego, między Uralem a Kamą, gdzie identyfikuje się z nimi kulturę ceramiki dołkowo-grzebykowej, albo tuż na wschód od środkowego Uralu, na zachodnich rubieżach Niziny Zachodniosyberyjskiej. Tę ostatnią lokalizację potwierdzają znaleziska ugrofińskie i samojedzkie z IV tysiąclecia p.n.e. Należy zaznaczyć, że ani teraz, ani wtedy pasmo Uralu nie stanowiło nieprzebytej przeszkody.
Również dane językowe pozwalają ustalić, aczkolwiek tylko z dużym przybliżeniem, czas powstania wspólnoty prauralskiej. Najwcześniejsze możliwe do ustalenia zapożyczenia językowe z języków indoeuropejskich, obecne we wszystkich językach rodziny uralskiej oprócz języków samojedzkich, pochodzą z języka praindoeuropejskiego – jeszcze przed jego rozpadem na prajęzyki poszczególnych podrodzin, co nastąpiło najprawdopodobniej w IV tysiącleciu p.n.e. Skoro więc języki samojedzkie zapożyczeń tych nie zawierają, to ludy mówiące tymi językami musiały się oddzielić od wspólnoty prauralskiej jeszcze przed rozpadem języka praindoeuropejskiego. Wobec tego powstanie wspólnoty prauralskiej musiało nastąpić odpowiednio wcześniej – w okresie między końcem ostatniego zlodowacenia na terenach wokół Uralu a IV tysiącleciem p.n.e.
Rozpad wspólnoty prauralskiej nastąpił w IV tysiącleciu p.n.e. i polegał na wyodrębnieniu się gałęzi samojedzkiej. We wspólnocie językowej i kulturowej pozostały plemiona praugrofińskie – przodkowie dzisiejszych ludów ugrofińskich.
Pierwotne ludy uralskie zajmowały się zbieractwem, łowiectwem i rybactwem. Początki hodowli i rolnictwa pojawiły się wśród ludów uralskich już po rozpadzie wspólnoty prauralskiej i tylko tam, gdzie pozwoliły na to warunki klimatyczne.
Pod względem typu antropologicznego pierwotne ludy uralskie reprezentowały dość spójną mieszankę cech europoidalnych i mongoloidalnych. Ta jednolitość w toku dziejów została całkowicie utracona. Dzisiejsze ludy uralskie bywają zarówno całkowicie europoidalne (Węgrzy, ludy bałtycko-fińskie), jak i niemal całkowicie mongoloidalne (Samojedzi). Najczęściej spotykane wśród ludów uralskich są dzisiaj typy uralski, białomorsko-bałtycki, pontyjski i laponoidalny.